# شيرين بوتلة
شيرين بوتلة ممثلة جزائرية، أول ظهور لها كان سنة 2017 عندما قامت برفع أول مقطع فيديو ترفيهي لها على موقع يوتيوب لكن شعبيتها بدأت في عام 2017 في مسلسل «الخاوة» من إنتاج جزائري، بلهجة جزائرية عامية. فازت شيرين بجائزة أفضل يوتيوبر من فئة الجمال في مسابقة جوائز اليوتيوب الجزائرية.

## عن حياتها
هي ممثلة وخبيرة تجميل لها العديد من الفيديوهات على اليوتيوب، ولدت في العاصمة الجزائرية بحي الأبيار في 22 أغسطس 1990م، انتقلت مع عائلتها للعيش في وهران وهي في الحادية عشر من عمرها، ثم عادت إلى الجزائر العاصمة حيث نالت شهادة البكالوريا.
بدأت العمل وأول ظهور لها عام 2015م من خلال فيديوهات تم عرضها على اليوتيوب كخبيرة تجميل، لكن بدايتها الحقيقية جاءت عام 2017م عندما بدأت الظهور في أعمال دراما تلفزيونية.
قررت دراسة السينما والتمثيل لذلك سافرت إلى فرنسا لتتعلم أصول الفن والتمثيل هناك، عادت من فرنسا إلى الجزائر عام 2016م، بدأت البحث عن فرصة لدخول عالم التمثيل بعد وصولها لشهرة كبيرة خاصة بعد إنتشارها الواسع على مواقع التواصل الإجتماعي، عام 2017م عرفها الجمهور الحقيقي من الباب الواسع من خلال دورها الرئيسي في المسلسل الجزائري الضخم الخاوة وهو من إنتاج نوت فوند برود وولكوم أدفرتايزينغ، من إخراج مديح بالعيد، عرض المسلسل في 27 مايو عام 2017م وعرض على قناة الجزائرية وان، المسلسل من بطولة حسان كشاش وزهرة حريكات وكثيرون. 
كما كانت تثير ضجة خاصة على مواقع التواصل الاجتماعي.

## أعمالها

### المسلسلات
| السنة | اسم المسلسل | الشخصية      | التفاصيل  | نوع المسلسل         | عدد المواسم |
| ----- | ----------- | ------------ | --------- | ------------------- | ----------- |
| 2017  | الخاوة      | امينة        | دور مساند | دراما جزائرية       | 2           |
| 2017  | القصبة سيتي | جو           | دور مساند | كوميديا جزائرية     | 1           |
| 2021  | لوبين       | صوفيا بلقاسم | دور رئيس  | فرنسي دراما بوليسية | 2           |

- 2018 : الخاوة الموسم الثاني ل مديح بالعيد: أمينة
- 2020 : شرود دراما كندية ل ميشال ألان  :(عرض على قنوات فرنسية)
- 2021: تدفق عيد الميلاد

### أفلام
- 2019 : بابيشة ل مونيا مدور: وسيلة
- 2020 : التخيلات ل دافيد فونكينوس وستيفان فونكينوس

### برامج
| السنة | اسم البرنامج       | نوع البرنامج | تفاصيل |
| ----- | ------------------ | ------------ | ------ |
| 2017  | فيندريدي ماشي عادي | ترفيهي       | ضيفة   |